# Sylvain van Hee
 (octobre 2024).
Sylvain van Hee, né le 25 janvier 1875 à Mouscron (Belgique) et décédé le 26 mars 1960 à Woluwe-Saint-Pierre (Bruxelles), est un prêtre jésuite belge, missionnaire au Congo et évêque (vicaire apostolique) du Kwango de 1928 à 1936. 

## Biographie
Après des études secondaires au collège épiscopal de Menin, le jeune Sylvain entre dans la Compagnie de Jésus le 23 septembre 1894 et fait son noviciat à Tronchiennes. 
Il étudie ensuite la rhétorique à Roehampton (Angleterre) et la philosophie (1898-1901) à Louvain. Après avoir enseigné l’anglais et le néerlandais pendant cinq ans au collège de Mons, il fait les études de théologie (1906-1910) préparatoire au sacerdoce et est ordonné prêtre le 24 aout 1909, à Louvain. Sa formation spirituelle et intellectuelle se termine avec le Troisième An à Linz en Autriche.

### Missionnaire au Congo belge
Le père Van Hee est envoyé au Congo belge où il est assigné à la mission de Kwango : il y arrive le 20 septembre 1911. En poste à Sanda, il entreprend avec beaucoup de détermination son apprentissage dans la vie missionnaire, visitant à cheval tous les villages de la région environnante.
En 1913, après quelque mois passé à la station missionnaire de Kimpako il est envoyé à la mission de Lemfu. En 1915, il ouvre un nouveau centre missionnaire à Leverville (aujourd’hui Lusanga), où les Lever Brothers viennent d’établir une usine d’extraction d’huile de palme. Van Hee comprend l’importance économique de l’implantation des « Huileries du Congo belge » et de ce que cela peut apporter au développement de la région. 
Tout en supervisant la construction des bâtiments missionnaires (maison des pères, école et chapelle), il parcourt la campagne pour entrer en contact avec ses habitants et les évangéliser. Profitant d’un passage en Belgique, il se rend même en Angleterre pour y rencontrer Lord William H. Lever, propriétaire de la puissante multinationale des Lever Brothers et s’assurer de sa collaboration pour la fondation d’une école professionnelle. En 1924, il obtient et reçoit la collaboration des Sœurs de Sainte-Marie de Namur, qui s’occupent de la population féminine de la mission. 

### Vicaire apostolique du Kwango
Remarqué comme excellent organisateur le père van Hee est nommé en 1928 vicaire apostolique de Kwango avec résidence à Kisantu, succédant au préfet apostolique Stanislas de Vos. Premier vicaire, il reçoit l’ordination épiscopale des mains de Joseph Van Roey le 9 septembre 1928 de la même année, dans l’église du collège Saint-Michel, à Bruxelles, avec siège titulaire à Possala. 
Dès son retour au Congo (19 janvier 1929), il se consacre à l’extension et l’amélioration de l’enseignement scolaire. Comme beaucoup de missionnaires il est persuadé qu’à l’évangélisation est intimement liée la scolarisation, sans laquelle aucun développement n’est vraiment possible. 
Cependant le territoire est extrêmement vaste et les fondations de postes missionnaires se multiplient. Aussi est-il amené à piloter la division de son vicariat. Cette division est officialisée en 1931 par la Congrégation pour la propagation de la foi. La partie qui lui est assignée s’appellera le vicariat de Kwango, tandis que l’autre - le vicariat de Kisantu - était confiée à Alphonse Verwimp.
D’abord installé à Wombali, à l’embouchure du Kwango, il doit remonter à Bandundu (5 km en amont) lorsqu’un ouragan détruisit partiellement cette station missionnaire. La présence de Leverville dans son diocèse et des plantations des « Huileries du Congo belge » employant un grand nombre de personnel le rend particulièrement sensible à l’exploitation de travailleurs. Il a laissé plusieurs écrits à ce sujet et intervient quand nécessaire. Il fut membre d’une commission gouvernementale d’études pour la réforme des méthodes de recrutements.

### Démission et retour en Belgique
De faible constitution physique, Sylvain van Hee est rapidement usé par le climat, le poids des responsabilités et l’anxiété liée à certaines tensions. Contraint de rentrer en Belgique (4 octobre 1935), il démissionne le 20 février 1936, à 61 ans, et passe ses vingt-cinq dernières années au collège Saint-Michel (Bruxelles), où il rend des services pastoraux. 
Sylvain van Hee meurt à Woluwe-Saint-Pierre (Bruxelles) le 25 mars 1960. 

## Écrits
- « Travail et civilisation », Revue Missionnaire, vol. 33,‎ 1931, p. 102-115.
- « Rapport sur la mission des PP. Jésuites au Congo », Congo, vol. 11,‎ 1930, p. 310-319.